# 서울시메트로9호선
서울시메트로9호선주식회사(서울市메트로九號線株式會社, Seoul Metro Line Nine Corporation)는 서울 지하철 9호선의 건설, 관리 및 운영을 목적으로 설립된 주식회사이다. 현재 최대주주는 부산은행이고, 설립당시에 주요 주주로는 현대로템, 현대건설, 포스데이타 등이었다. 2012년 계속되는 운영적자와 맥쿼리에 대한 시민들의 인식으로 인하여 이듬해에 대주주가 맥쿼리 컨소시엄에서 한화자산운용, 신한자산운용 등 2개 자산운용사와 삼성생명, 흥국생명, 한화생명, 교보생명, 신한은행 등 금융 컨소시엄으로 바뀌었다.

## 연혁
- 1991년 6월 ~ 1994년 6월: 3기 지하철 기본계획수립
- 2000년 9월: 도시철도 9호선 1단계 구간 건설기본계획 승인
- 2003년 11월: 우선협상대상자 선정(로템컨소시엄)
- 2004년 12월 20일: 사업시행법인(서울시메트로9호선) 설립
- 2005년 1월: 기획예산처 민간투자심의 승인
- 2005년 5월 16일: 서울시와의 실시협약 체결
- 2005년 5월 17일: 서울시메트로9호선과 시공사간 공동도급계약 체결, 금융단과의 금융약정 체결
- 2006년 6월: 서울시 실시계획서 승인, 서울시에 착공계 제출
- 2007년 1월: 하부 작업장 인수 개시
- 2007년 2월: 상부공사 착공
- 2008년 4월: 초도 차량 반입
- 2008년 6월: 종합 시운전 개시
- 2009년 3월: 영업 시운전 개시
- 2009년 5월: 9호선 시승행사 실시
- 2009년 7월 24일: 도시철도 9호선 개통
- 2010년 9월 8일: 수송승객 1억명 달성
- 2011년 10월 5일: 열차 12편성 증편 운영
- 2012년 6월 23일: 수송승객 3억명 달성
- 2013년 10월 23일: 서울시와 변경 실시협약 체결, 관리운영위탁계약 재 계약 체결
- 2013년 12월 30일: 수송승객 5억명 달성
- 2015년 3월 28일: 2단계 구간 개통
- 2016년 11월 28일: 서울메트로9호선운영(주) 8개편성 (937~945편성)차량 위탁 관리
- 2018년 12월 1일: 3단계 구간 개통
- 2019년 7월 1일: 시행사 직영 실시
- 2022년 7월 1일：9호선 일반열차 한정 진입음 변경

## 운영 노선
- ● 서울 지하철 9호선: 개화역 - 중앙보훈병원역
  - 총연장: 40.8 km
  - 역수: 38개
  - 차량기지: 김포차량사업소
  - 전동차
    - 편성수: 45 (서울시메트로9호선: 1~36편성)
    - 차량수:

  - 운행시격
    - 일반열차: 5.5분 (평시 기준)
    - 급행열차: 5.5분 (평시 기준)

  - 소요시분(일반열차): 개화 - 중앙보훈병원 97분
  - 소요시분(급행열차): 김포공항 - 중앙보훈병원 53분
  - 기타: 서울시메트로9호선은 시행사이며 1단계 구간 (개화 - 신논현)은 직영 운영하며, 2~3단계 구간 (언주 - 중앙보훈병원)은 서울교통공사가 위탁 운영한다.

## 보유차량
현재 보유차량
- 서울시메트로9호선 9000호대 전동차

## 차내 안내방송
- 출발, 환승, 종착역 음악
  - 출발역: 없음
  - 환승역: 공간 (사에 제작)
  - 종착역: 신나는 하루 (사에 제작, 방송 앞부분) / 맑은 오후 (사에 제작, 방송 뒷부분)
- 한국어: 이윤정
- 영어: 제니퍼 클라이드

## 열차 접근음
- 상행선: 연결음(급행열차 한정), 실로폰(일반열차 한정)
- 하행선: 끊긴음(급행열차 한정), 트럼펫(일반열차 한정)

## 같이 보기
- 서울9호선운영 (청산)
- 서울메트로9호선운영 (해산)